# Diez
El diez (10) es el número natural que sigue al nueve (9) y precede al once (11). Es un número par.

## Matemáticas
- El 10 es un número compuesto, que tiene los siguientes factores propios: 1, 2 y 5. Como la suma de sus factores es 8 < 10, se trata de un número defectivo. La suma de sus divisores 1, 2, 5, 10 = 18
- Número libre de cuadrados.
- 102 = 100
- 103 =1000
- 106 = 1 000 000
- El 10 es la base del sistema de numeración decimal que ha sido utilizado en varias culturas y civilizaciones, al ser el número de dedos que suman ambas manos.
- Se entiende que aumentar una cantidad en un orden de magnitud significa multiplicar la cantidad por diez.
- Diez es también un número triangular y un número tetraédrico.
- Un número semiprimo.
- Es un número de Harshad.
- Un polígono con diez lados es un decágono. Debido a que 10 el producto de distintos primos de Fermat, un decágono regular es un polígono construible usando regla y compás.
- Un número de Perrin.
- Número de Størmer.
- Número feliz.

## Química
- Número atómico del neón (Ne).
- El número de átomos de hidrógeno en el butano, un hidrocarburo.

## Física
- El número de dimensiones espacio-temporales en algunas teorías de supercuerdas.
- El sistema métrico se basa en el número 10, por lo que la conversión de unidades se realiza agregando o quitando ceros (por ejemplo, 1 centímetro = 10 milímetros, 1 decímetro = 10 centímetros, 1 metro = 100 centímetros, 1 decámetro = 10 metros, 1 kilómetro = 1,000 metros).

## Astronomía
- Objeto de Messier M10  es un cúmulo globular de la constelación de Ofiuco.
- (10) Hygiea  es un asteroide perteneciente al cinturón de asteroides.